# Maechidius rufus
Maechidius rufus är en skalbaggsart som beskrevs av John Obadiah Westwood 1841. Maechidius rufus ingår i släktet Maechidius och familjen Melolonthidae. Inga underarter finns listade i Catalogue of Life.